# David Lindsay, 27. Earl of Crawford

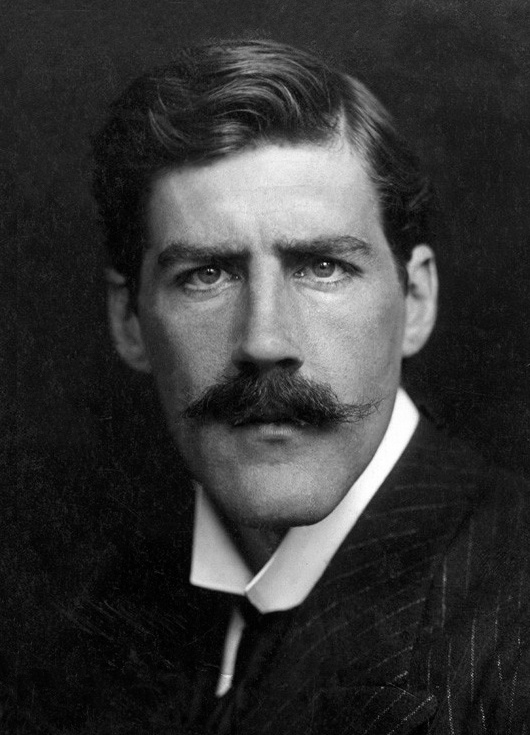
David Lindsay, 27. Earl of Crawford

David Alexander Edward Lindsay, 27. Earl of Crawford, 10. Earl of Balcarres KT PC FRS (* 10. Oktober 1871 in Dunecht, Aberdeenshire, Schottland; † 8. März 1940) war ein britischer Politiker der Conservative Party. 
Er bekleidete in der Koalitionsregierung der Premierminister Herbert Henry Asquith und David Lloyd George vom 11. Juli 1916 bis zum 19. Oktober 1922 zahlreiche Ministerämter und war nacheinander 1916 Minister für Landwirtschaft und Fischerei, 1916 bis 1919 Lordsiegelbewahrer, zwischen 1919 und 1921 Chancellor of the Duchy of Lancaster, 1921 bis 1922 Minister für öffentliche Arbeiten sowie 1922 Verkehrsminister. Zuletzt fungierte er von 1923 bis zu seinem Tod 1940 als Kanzler der University of Manchester.

## Leben

### Familiäre Herkunft und Geschwister
David Lindsay stammte aus der schottischen Adelsfamilie Lindsay und war ein Nachfahre des David Lindsay, 1. Earl of Crawford († 1407). Er war das zweite von sieben Kindern sowie der älteste Sohn des James Lindsay, 26. Earl of Crawford, der zwischen 1874 und 1880 Abgeordneter des Unterhauses (House of Commons) war und ab 1880 Mitglied des Oberhauses war. Seine Mutter war Emily Florence Bootle-Wilbraham. Als Heir apparent seines Vaters führte er von 1880 bis 1913 den Höflichkeitstitel Lord Balcarres.
Seine älteste und einzige Schwester Lady Evelyn Margaret Lindsay war mit dem Politiker der Conservative Party James Francis Mason verheiratet, der zwischen 1906 und 1918 den Wahlkreis Windsor im House of Commons vertrat. Sein jüngerer Bruder Walter Patrick Lindsay diente als Captain im Ersten Weltkrieg im 12. Bataillon des Middlesex Regiment (Duke of Cambridge’s Own), während sein jüngerer Bruder Robert Hamilton Lindsay am Zweiten Burenkrieg sowie später als Major bei den The Royal Scots Greys (2nd Dragoons) in Britisch-Indien Verwendung fand, allerdings bereits 1911 verstarb.
Weitere jüngere Brüder waren der katholische Geistliche Edward Reginald Lindsay sowie der Diplomat Ronald Charles Lindsay, der zwischen 1925 und 1926 Botschafter in der Türkei, von 1926 bis 1928 Botschafter im Deutschen Reich, zwischen 1928 und 1930 Ständiger Unterstaatssekretär im Außenministerium sowie zuletzt von 1930 bis 1939 Botschafter in den USA war. Sein jüngster Bruder Lionel Lindsay nahm als Captain des 16. Bataillon des King’s Royal Rifle Corps ebenfalls am Ersten Weltkrieg teil und wurde für seine besonderen Verdienste sowohl mit einem Eintrag im Kriegstagebuch (Mentioned in dispatches) als auch mit dem Military Cross geehrt.

### Studium, Unterhausabgeordneter und Juniorminister
Lord Balcarres absolvierte nach dem Besuch des renommierten Eton College ein Studium am Magdalen College der University of Oxford, das er als Bachelor of Arts (B.A.) abschloss. Daneben diente er im 1. Freiwilligenbataillon des Manchester Regiment und wurde zuletzt zum Captain befördert.
Seine politische Laufbahn begann er 1895, als er als Kandidat der konservativen Tories am 7. Juni 1895 ins britische Unterhaus gewählt wurde und in diesem bis zum 31. Januar 1913 den Wahlkreis Chorley vertrat. Während dieser Zeit engagierte er sich zudem in der Society of Antiquaries of London, deren Fellow (FSA) er am 20. Dezember 1900 wurde, sowie 1903 als Treuhänder der National Portrait Gallery London.
Sein erstes Regierungsamt bekleidete er während der Amtszeit von Premierminister Arthur Balfour und fungierte zwischen 1903 und 1905 als Junior Lord of the Treasury. Er bekleidete zeitweilig das Amt eines Deputy Lieutenant (DL) von Lancashire und erhielt 1911 eine Ehrendoktorwürde der Rechtswissenschaften (Honorary Doctor of Law) der University of St Andrews.
Zuletzt fungierte er während seiner Abgeordnetentätigkeit von 1911 bis 1913 als Parlamentarischer Geschäftsführer (Chief Whip) der Konservativen im House of Commons. Er spielte eine entscheidende Rolle bei der Anberaumung des Carlton-Club-Treffens im November 1911 und der nachfolgenden Wahl von Andrew Bonar Law zum neuen Vorsitzenden der Unterhausfraktion.

### Oberhausmitglied und Minister der nationalliberalen Koalitionen 1916 bis 1922

Wappen der Earls of Crawford

Beim Tod seines Vaters erbte David Lindsay am 31. Januar 1913 dessen Titel als 27. Earl of Crawford, 10. Earl of Balcerres, 10. Lord Lindsay and Balneil, 11. Lord Lindsay of Balcerres und 4. Baron Wigan und war dadurch bis zu seinem Tod Mitglied des House of Lords. Zudem folgte er seinem Vater als Chief des Clan Lindsay.
Während des Ersten Weltkrieges wurde er nach der Bildung der ersten nationalliberalen Koalitionsregierung unter Premierminister Herbert Henry Asquith am 11. Juli 1916 in sein erstes Ministeramt berufen und bekleidete bis zum 5. Dezember 1916 als Nachfolger von William Palmer, 2. Earl of Selborne das Amt des Ministers für Landwirtschaft und Fischerei (President of the Board of Agriculture and Fisheries) und wurde auch zum Mitglied des Privy Council berufen.
Nach seinem Amtsantritt als Premierminister bildete David Lloyd George das Kabinett um; so wurde der Earl of Crawford von diesem am 15. Dezember 1916 als Nachfolger von George Curzon, 1. Marquess Curzon of Kedleston zum Lordsiegelbewahrer (Lord Privy Seal) berufen, während Rowland Prothero das Amt des Landwirtschaftsministers übernahm. Im Rahmen einer neuerlichen Kabinettsumbildung übergab er das Amt des Lordsiegelbewahrers am 10. Januar 1919 an Andrew Bonar Law.
Er selbst wurde daraufhin am 10. Januar 1919 Nachfolger von William Hayes Fisher, 1. Baron Downham als Kanzler des Herzogtums Lancaster (Chancellor of the Duchy of Lancaster) und verblieb auf diesem Posten bis Lloyd George am 1. April 1921 abermals die Regierung umbildete. Diesmal übernahm er von Alfred Mond das Amt als Minister für öffentliche Arbeiten und Gebäude (First Commissioner of Works and Public Buildings). Zugleich übernahm er am 19. April 1922 von William Peel, 1. Earl Peel auch das Amt des Verkehrsministers (Minister of Transport), das er ebenfalls bis zum 19. Oktober 1922 innehatte. Nach dem von einer Hinterbänkler-Revolte erzwungenen Rücktritt Lloyd Georges am 19. Oktober 1922 trat er ebenfalls zurück.

### Kanzler der University of Manchester, Ehrungen und Auszeichnungen
1921 wurde er zum Knight Companion des Distelordens (Knight of the Thistle) geschlagen.
Er wurde ferner mit dem Offizierskreuz des Leopoldsorden von Belgien ausgezeichnet und fungierte zeitweilig als Honorary Colonel des 5. Bataillons des Manchester Regiment.
Der Earl of Crawford, der 1923 einen weiteren Ehrendoktor der Rechtswissenschaften der University of Manchester erhielt, übernahm 1923 das Amt des Kanzlers der University of Manchester, das er bis zu seinem Tode ausübte. 1924 wurde er ferner Ehrendoktor des Zivilrechts der University of Cambridge (Honorary Doctor of Civil Law) sowie Fellow der Royal Society (FRS). Darüber war er Fellow der Society of Antiquaries of Scotland (FSA Scot) und erhielt 1926 einen weiteren Ehrendoktor der Rechtswissenschaften (Honorary Doctor of Law) der University of Edinburgh sowie 1928 einen Ehrendoktor der Literaturwissenschaften (Honorary Doctor of Literature) der University of Liverpool.

### Ehe und Nachkommen
David Lindsay, Lord Balcarres, heiratete am 25. Januar 1900 in der St Margaret’s Church zu Westminster Constance Lilian Pelly, eine Tochter von Henry Carstairs Pelly, der zwischen 1874 und seinem Tod 1877 Abgeordneter des Unterhauses war.
Aus dieser Ehe gingen zwei Söhne und sechs Töchter hervor. Der älteste Sohn David Alexander Robert Lindsay, war von 1924 bis 1940 gleichfalls Mitglied des House of Commons und erbte nach dem Tode seines Vaters 1940 den Titel als 28. Earl of Crawford sowie die nachgeordneten Adelstitel und wurde dadurch Mitglied des House of Lords. Ferner war er zwischen 1952 und 1955 Rektor der University of St Andrews und ist der Vater des derzeitigen 29. Earl of Crawford, Robert Alexander Lindsay, der zudem rangerste Earl von Schottland und erbliches Oberhaupt des Clans Lindsay ist.
Die älteste Tochter Lady Margaret Cynthia Lindsay war mit Henry Cyril Harker Illingworth verheiratet, der als Oberstleutnant im King’s Royal Rifle Corps diente und mit dem Military Cross ausgezeichnet wurde. Die zweitälteste Tochter Lady Cynthia Anne Lindsay war in erster Ehe mit dem schwedischen Diplomaten Per Erik Folke Arnander verheiratet, der allerdings als Erster Sekretär an der Gesandtschaft in Italien bereits 1933 bei einem Autounfall ums Leben kam, sowie in zweiter Ehe mit dem italienischen Bankier Giovanni Fummi.
Sein zweiter Sohn James Louis Lindsay nahm als Major des King’s Royal Rifle Corps am Zweiten Weltkrieg teil und vertrat von 1955 bis 1959 die Conservative Party als Abgeordneter im Unterhaus. Die drittälteste Tochter Lady Elizabeth Patricia Lindsay verstarb bereits 1937 unverheiratet im Alter von 29 Jahren.
Die viertälteste Tochter Lady Mary Lilian Lindsay war mit dem bekannten Politiker und Juristen Reginald Manningham-Buller verheiratet, der zwischen 1943 und 1962 Mitglied des House of Commons war sowie nacheinander die Ämter als Solicitor General, Attorney General sowie Lordkanzler innehatte sowie 1962 als 1. Baron Dilhorne und 1964 schließlich als 1. Viscount Dilhorne in den erblichen Adelsstand erhoben wurde und damit ebenfalls Mitglied des House of Lords war. Aus dieser Ehe stammte der derzeitige 2. Viscount Dilhorne, John Mervyn Manningham-Buller, sowie Eliza Manningham-Buller, die von 2002 bis 2007 Generaldirektorin des Inlandsgeheimdienstes Security Service (MI5) war und 2008 als Life Peeress mit dem Baroness Manningham-Buller in den Adelsstand erhoben wurde und damit Mitglied des Oberhauses wurde. 
Seine fünftälteste Tochter Lady Katharine Constance Lindsay war die Ehefrau von Sir Godfrey Nicholson, 1. Baronet, der von 1931 bis 1966 mit einer kurzen Unterbrechung ebenso die Interessen der konservativen Tories als Abgeordneter im Unterhaus vertrat. Aus dieser Ehe ging unter anderem die Politikerin Emma Harriet Nicholson hervor, die spätere Baroness Nicholson of Winterbourne. Seine jüngste Tochter Lady Barbara Lindsay heiratete schließlich Richard Lumley Hurst, der als Oberst beim Royal Sussex Regiment diente und später als Barrister tätig war.